# Dendrodoa
Genre
Synonymes
- Styelopsis Traustedt, 1883[1]

Dendrodoa est un genre d'ascidies de la famille des Styelidae.

## Liste des espèces
Selon World Register of Marine Species (27 décembre 2020) :
- Dendrodoa abbotti Newberry, 1984
- Dendrodoa aggregata Müller, 1776
- Dendrodoa carnea (Agassiz, 1850)
- Dendrodoa grossularia (Van Beneden, 1846) - l'ascidie groseille
- Dendrodoa lineata (Traustedt, 1880)
- Dendrodoa minuta (Bonnevie, 1896)
- Dendrodoa pulchella (Rathke, 1806)
- Dendrodoa uniplicata (Bonnevie, 1896)